# 이영진 (1908년)

이영진(1908년 8월 7일~1980년 5월 3일)은 대한민국의 정치인이다. 초대 충청남도지사, 제6대 국회의원을 지냈다.

## 역대 선거 결과
|  | 19.84% |

|  | 29.22% |